# Purpurglansrygg
Purpurglansrygg (Aglaeactis aliciae) är en fågel i familjen kolibrier.

## Utseende och läte
Purpurglansrygg är en stor (12–13 cm) kolibri med huvudsakligen brun fjäderdräkt. Den är jordbrun på huvud och mantel, glänsande ametistfärgad på nedre delen av manteln och övergumpen, medan övre stjärttäckarna är guldgröna. Undersidan är mestadels mörkbrun, förutom vitt på tygel, strupe och övre delen av bröstet. Stjärten är bronsfärgad med vit spets. Honan liknar hanen men glansen på ovansidan är tillbakabildad eller syns inte alls. Lätet är ett tunt och ljust "tsuit tsEEt tsuit tsEEt tsuew".

## Utbredning och status
Fågeln förekommer i Andernas östsluttning i norra Peru (La Libertad och Áncash). Den behandlas som monotypisk, det vill säga att den inte delas in i några underarter.

## Status och hot
Purpurglansryggen har en liten världspopulation bestående av uppskattningsvis endast 1 000–2 500 vuxna individer. Den tros också minska i antal till följd av habitatförlust. Fågeln är därför upptagen på internationella naturvårdsunionen IUCN:s röda lista över hotade arter, kategoriserad som sårbar (VU).

## Namn
Fågelns vetenskapliga artnamn hedrar Alice Robinson, fru till en W. Robinson, en amerikansk upptäcktsresande som samlade in typexemplaret.